# Parti de la nouvelle droite (Géorgie)
Pour les articles homonymes, voir Nouvelle Droite (homonymie).
Le Parti de la nouvelle droite (en géorgien : ახალი მემარჯვენეები, Akhali Memarjveneebi, « Les nouveaux droitistes ») est un parti politique géorgien, membre associé de l'Union démocrate internationale.